# 美女与野兽
《美女與野獸》（法語：La Belle et la Bête）是一則傳統童話，属于阿爾奈-湯普森分類法中的第425C類故事，即丈夫被施下魔法。故事的第一個出版發行版本出自法国作家加布里埃尔-苏珊·巴尔博特·德·维伦纽夫，收錄於其1740年的作品《La jeune américaine, et les contes marins》中。而流傳最廣的寫作版本是法国小说家Jeanne-Marie Le Prince de Beaumont於1756出版的對维伦纽夫夫人版本的刪節版本。
在意大利，《美女與野獸》有許多不同的版本。法國亦是如此，如《Zémire et Azor》，它是法國作家马蒙泰尔和法國作曲家格雷特里於1771年合作的《美女與野獸》歌劇版本，當時收穫了巨大的成功。而迪士尼1991年的動畫片《美女与野兽》的推出又使得這則童話為現代人所熟知。

## 故事內容

### 過去
從前在遙遠的國度的某座城鎮中，具住著許多富裕與屈指一數的資產家、商人、資產階級的人士、財閥門戶、及門第高貴與上流與名門社會的居民。在這所城鎮中，一位富有又明智的商人居住在城鎮的一幢非常華麗又富堂的豪宅。商人多年早逝的妻子曾經為他育有六名子女（三子三女），所以成為鰥夫多年的商人就負責擔任照顧與陪伴他年幼喪母的兒女們的職責。商人為了教育子女從不吝惜錢財給他們請各種各樣的老師來教導他們許多的課業、禮節和言行的禮儀。
雖然商人的子女們雖然自幼喪母並且受到父親的疼愛下長大，不過他們的性格與個性在受到眾人的關注中極為不同。特別是商人最小又年輕的么女貝兒極為漂亮的容貌都尤其出色（Belle，法語中意為「漂亮」），貝兒不僅博覽群書，她還非常热爱读书充满好奇心，她跟其他的女性有個不同點就是她不會處於只知道打扮玩乐的事情。貝兒的性格很為人謙遜又惹人喜愛與可親可敬，還有著溫柔、純潔又善良的心和良好的名聲與名節，總是受到不少人的愛戴也受到許多年輕男性們的追求。任何人只要看見與碰到商人的小女兒都稱呼她為「美女」和「貝兒」，這個譽名後來就一直保留下來。只是時常沉浸在閱讀中的貝兒顯得格格不入也找不到一個談得來的朋友。貝兒有個兩個長相貌美如花的姐姐，可是她們的態度很傲慢，思想膚淺和生性自私，個性非常霸道又衡蠻，她們總是仗著有錢擺出一副貴婦的架子，她們都不屑與別的商人的女兒打交道而是要門第高貴的人來做伴，不只如此，貝兒的姊姊們還瞧不起貝兒把絕大部分時間都用來閱讀各種有益的書籍的個性，她們只專注在許多的珠寶和禮服或是出去跳舞、看戲、遊逛，甚至整天去外面遊玩，還把所有的家務都壓在貝兒的肩上。不過商人比起多數頭疼自己的長女與次女的行為還是會讚賞貝兒的美德與忍耐的精神。
沒多久隨著時間的流逝，商人的女兒們的容貌已經是家喻戶曉的事情，因此有多數的男子都來上前向她們提出的求婚和婚約請求。但是長女和次女都看不起這些追求者們的身分與地位，她們總是時常以對方不是出身於以公爵和伯爵的名門貴族特殊身分的理由作為拒絕，而貝兒則誠懇地感謝前來求婚的人，然後以自己還太年輕、希望多能陪伴家人幾年的理由委婉地拒絕許多求婚對象所提出來的婚約。

### 從野獸的手中拯救父親的貝兒
原本這樣的生活會持續下去，直到一場暴風雨席捲至城鎮的海岸上讓一切產生變異，許多的船隻不是在海上失蹤就是沉沒海中。商人多數的商船都遭到暴風雨的襲擊拗成許多貨物因此被毀掉，於是商人在負債纍纍的情況之下損失所有的財富，全家人一下淪落到十分窘迫的境地。於是商人面臨破產的情況下只能遣散僕役並遷居於鄉村的一座小房子過著農耕的生活。貝兒的姐姐們對現在的處境感到很厭煩，並且埋怨她們的處境宛如過著乞丐般的生活。只有貝兒從不去埋怨現在的處境，起初她不習慣像佣人與女傭般的勞動，但是她過兩個月的勞動之下變得很能幹，每次貝兒做完工作以後就開始看書、彈琴，或者一邊紡紗一邊唱歌，或是忙於打掃屋子、準備飯菜以及照顧著父親幫他分擔憂慮與勞動。
後來一年之後（或者幾個月，根據不同的版本），老商人得知自己的一船貨物好不容易順利抵達港口，於是他打算回到城裏的港口去查看船上的貨物是否能夠來補助一切，商人向他的子女們問道是否想讓自己在回來時給帶些禮物。貝兒的姐姐們一直想要高貴的珠寶和漂亮的衣裳，貝兒只想要幾朵玫瑰來裝飾家中的花園（因爲在他們住的鄉下看不到玫瑰）。後來，商人到城裏的港口卻碰到一場官司，他在費盡周折後不僅沒領回貨物反而負債纍纍與身無分文，他思索如何把這個消息帶給他的家人卻在樹林中不慎迷失方向只好在暴風雪中來到一所豪華的城堡中過夜。城堡的主人看見商人落魄的樣子決定留些食物來招待他。隔天早上，商人來到花園並在其中一座佈滿著很多的玫瑰的花叢裡打算摘下一朵最美的玫瑰要送給貝兒。這時有一隻長相醜陋的野獸出現在商人的面前並且質問他在接受自己的款待卻未經過自己的同意拿走牠的東西時感到震怒，但在商人向野獸講述他的苦衷後，野獸答應讓商人離開城堡時能夠多帶走些對他極為重要以及很值錢的寶物和東西，但是商人得要在三個月之前找人作為他的替身留在城堡。商人對野獸所提出來的條件時感到很苦恼，但他為了不讓孩子們繼續受苦下決定答應野獸的請求。
商人回到家後把他的子女們最需要的東西送給他們，他並沒有把自己碰到的遭遇告訴他的孩子們。貝兒看到她父親露出苦惱的臉色並且詢問實情後，她不顧家人的反對下到城堡。貝兒跟父親解釋他出去的期間來過一些求婚者，她的兩個姐姐接獲兩位年輕又很英俊的紳士所提出婚約，她請求父親答應姐姐們的婚事，何況他們可以用野獸的禮物做為姐姐們出嫁的嫁妝。三個月之後，商人便帶著貝兒來到城堡時為她的命運感到很難過又擔心，而貝兒的兩個姐姐卻反而為這件事感到很高興。野獸見到貝兒並且問美女是否自願來到這裡，當貝兒回答野獸問她的問題後，野獸答應貝兒讓她跟商人共處一晚。當晚貝兒在夢境中看到一位年邁又醜陋的婦女十分讚賞她自願犧牲來拯救她父親的舉動，這名婦女消失前告訴貝兒她擁有的美德與良心以及高尚的行為總有一天會帶給她應有的回報。隔天早上貝兒將這個夢境全都告訴她父親。雖然商人聽到這件事時得到一些安慰與僅有的救贖，但他必須得在野獸的示意之下離開城堡。儘管貝兒捨不得她父親離開城堡內，但是她希望她父親能夠不要太過於擔心自己的情況。

### 貝兒與野獸的相處的過程
貝兒目送父親後，她勇敢地把生死置之度外，決心在這段生活的最後短暫時間裡不去自尋煩惱。貝兒在城堡內四處閒逛看到很多各式各樣的房間和許多帶花園的庭院。野獸對貝兒很和善並且不斷地讓她能夠豐衣足食，並派遣許多處於隱形的姿態的佣人、女傭與管家來伺候與服侍著她。雖然貝兒雖然接受野獸的好意卻不敢去接受牠的愛意與樣貌，貝兒在某間房間的大扇門上寫著「貝兒的房間」時感到很吃驚，她打開門發現房間內不但有華麗的裝飾與建築。但最吸引貝兒的是城堡內的一座比貝兒以前居住的豪宅的書房還要巨大無比的圖書館，這座城堡的圖書館不只有多數的書櫃也有各式各樣新奇的事物以及從世界各地裡蒐集而來的書籍，房間內有一座會彈出各種音樂的鋼琴。貝兒打開她從其中一座書櫃上拿出來的書，書本上以金色的字母寫著：「請許願、請命令：您是這裏的主人」。貝兒為了知道她的父親是否能安然無恙時，她把眼光投向一面大鏡子時看見他們的家以及一臉愁容的父親與家人，貝兒看見她的哥哥們與兩個姐姐迎接歸來不久的父親時就放下心中的石頭，她向上帝禱告希望她的家人們能夠振作起來時也能夠讓自己不去害怕野獸的外觀模樣。
後來，貝兒在城堡內獲得擁有很多自己想要的一切並在跟野獸度過許多朝夕相處與愉快的時光。她雖然沒有看見到其他居住於城堡的人民卻對這件事產生好奇心。儘管貝兒逐漸認為野獸不像是一個危險的人物，但是她卻依然對野獸總是因為自己拒絕牠的愛意感到很難過時忍不住感到很同情也慢慢地接受牠的醜陋的容貌。有一次，貝兒夢到一位擁有俊美的長相、沉默寡言卻擁有溫柔感的青年，那名青年每天晚上都會問貝兒為為什麼要拒絕野獸的愛意，貝兒向青年解釋她只是因爲自己想要跟野獸成為朋友，而不是別人眼中有著特殊的情侶關係。雖然貝兒沒有覺察到這名青年和野獸之間有什麼的關聯係，但是她跟那名青年互相關心並慢慢地接受著對方的愛。貝兒在親吻那名青年的臉時很好奇他的真實身分到底是誰。某天貝兒在一個鏡子的影像中發現她的父親自從她的姐姐出嫁後不但變得憔悴不堪，甚至還為此病倒在床上不起。於是貝兒委求野獸讓自己能趕緊回到她父親的身旁，野獸同意貝兒的請求把一面魔鏡和魔法戒指交給她，牠將使用魔鏡與戒指的使用方法全都告訴貝兒(魔鏡可以讓使用者知道城堡的動靜，戒指可以讓使用者可以迅速回到城堡內)。野獸交代貝兒必須在一周後回來城堡（或者是三天和两個月），否則牠將會因為她的關係處於命久不宜的情況。貝兒雖然不知道野獸想要表達她的真正意思，但是她為了讓她的父親能夠早日康復並照著野獸的話去做。

### 野獸的真面目與貝兒的幸福

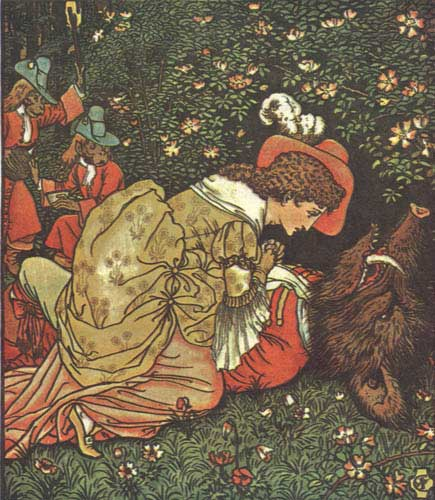
美女貝兒為瀕死的野獸流淚（沃尔特·克兰繪）

貝兒利用野獸贈送她的戒指回到她父親的住處，有一位女傭看見貝兒使用床邊的鈴時發出驚叫聲引起商人的注意，商人看見貝兒能夠安然無恙地回來不斷的擁抱著她不放。女傭告訴貝兒說她看見隔壁的房間有一個塞滿鑲著黃金和鑽石等奇異寶石以及許多華麗般的禮服的箱子。貝兒知道箱子是野獸準備給她的禮物，她挑選出最樸實的一件禮服然後交代女傭把其他衣服摺好，當貝兒想將這些衣服送給她的兩個姐姐時卻發現箱子不見蹤影。商人跟貝兒知解釋野獸希望她能理解自己的用意所做的，商人話才說完箱子又回到原來的地方。之後貝兒照顧她父親的期間並且聊起她待在野獸的城堡時所發生的經歷並且詢問她的兄姐們是否過的安然無恙，當商人跟貝兒說出她的哥哥們在她不在的期間已經從軍多時，而且他們還要一段時間才能回來探望他。商人在貝兒的照顧下日復一日之下康復起來，貝兒知道她跟野獸乎相約定好不會離開牠的時間超過一個禮拜，但是她擔心她的姐姐們是否過得安然無恙，於是她立刻寫信請求她們能回家來探望父親。
後來貝兒的兩個姐姐聽聞貝兒已經回來的消息後便和自己的丈夫來到家中，貝兒在招待姐姐們不久卻得知她們在婚後的情況並不是很理想的狀態。長姐的丈夫雖然是個很高雅又很紳士般風度的貴族男子，可是他卻很自戀自己的容貌還很吝嗇到僱用許多傭人去管理妻子的生活，完全根本沒理會和了解她的感受。二姐的丈夫是個聰明又有學問與出名的學者，可是他擁有傲慢的口氣並且不斷地激怒和得罪別人，甚至是自己的妻子與家人。不只如此，貝兒的姐姐們本來都一直很厭惡貝兒的存在，當她們在得知她現今的情況時更是妒火中燒。當貝兒的姐姐們聽聞貝兒必須遵守她對野獸的要求時就產生出歹念，她們覺得只要貝兒在家裡停留多時並沒有遵守著約定，那麼野獸會失去對貝兒的信任便會前來殺她。於是兩個姐姐立即假裝哀求貝兒多待個幾天還用洋蔥薰出眼淚來，貝兒立即答應姐姐們多待在幾天卻忽略與完全忘記自己答應野獸的請求。後來已經過去十天後，貝兒夢見野獸在花園裡的小河邊用一種臨終前的聲音責備她忘恩負義的行為，貝兒被這場惡夢般的夢境給驚醒後，她便用鏡子查看便發現處於極度心痛的野獸正躺在玫瑰花叢旁的身影。深感自責與懊悔與不已的貝兒用戒指回到城堡希望能見到野獸並祈求獲得牠的寬恕。
貝兒回到城堡不久並四處尋找野獸的身影，但是無論她找遍各個角落與房間卻始終找不到野獸。貝兒想起自己剛在夢中的情景就前往花園的河邊，她終於找到已經深處於奄奄一息與倒地不起野獸。面對已經無法睜開雙眼的野獸，深感絕望與自責的貝兒試圖照顧著野獸希望能夠救活牠的生命卻還是無能為力。傷心欲絕的貝兒流下淚水跪在野獸的身旁便表達自己一直以來都喜歡與愛著牠的真心話，她對野獸說如果牠已經前往另一個世界，那麼自己會追隨牠而去。就在這時，貝兒發現伏在自己腳下的野獸突然消失在她的面前，反而取代的是一位她在夢中遇見的青年。那名青年甦醒不久後便站起身，貝兒雖然面對她眼前的事物給愣住也被這名青年的樣貌給吸引住，但她想知道自己所愛的野獸的去向。青年向貝兒表明他的真實身分是一位王子並且說出自己正是她朝思暮想的野獸的真相，他解釋他因為受到一位兇惡的女巫的魔咒變成一隻個性脾氣粗暴又非常粗質無禮的野獸，還被嚴禁顯露出自己真實的才智與善良的性情。由於貝兒不會過於在乎王子變成野獸的外表並擁有真心愛著他的心，才能使王子能夠獲得自由並從魔咒中得以解放。王子將貝兒扶起身來便向她致謝，他答應貝兒將她的家人給接過來同住並向她求婚。貝兒接受王子的求婚並且跟著他走進城堡的大廳，出現在貝兒的夢境裡偽裝成乞丐的仙女立即現身在兩人的面前，她將貝兒的父親與哥哥們帶到城堡內，並將被魔咒給隱形的所有傭人、女傭、管家和賓客們全部都恢復原狀。滿心歡喜的商人以及貝兒的哥哥們都紛紛上前祝賀貝兒，仙女將貝兒的兩個姐姐給變成兩尊石像作為給她們的懲處，並告訴她們唯有在認錯與真心悔過之下才能夠恢復原來的樣子，最後王子與貝兒結婚從此過著幸福的生活。

### 维伦纽夫版本
维伦纽夫的故事包含一些博蒙特（Beaumont）版本中被略去的元素，他們主要交代的是貝爾和野獸的一些背景。王子年少時失去父親而且在母親要透過戰爭來保衛國家時被一位邪惡的仙女所扶養。邪惡的仙女想在王子成年時想引誘他卻被拒絕時，因此震怒下把王子變成野獸。貝兒的部分則交代貝兒其實不是商人的女兒，而是國王和一位善良的仙女所生的孩子。邪惡的仙女想除掉貝兒以便和國王結婚，於是善良的仙女為貝兒安排進入一個失去女兒的商人家中。

## 比較
《美女與野獸》在阿爾奈-湯普森分類法中被歸為425C類。:8-9同屬於這一類的故事還有《The Small-tooth Dog》、《狮子和会唱会跳的百灵鸟》和Madame d'Aulnoy的《Le Mouton》。
與這些故事有緊密聯係的是阿尔奈－汤普森425A類故事，:10-11包括《丘比特和普賽克》、《太陽之東與月亮之西》、《诺罗韦的黑公牛》、《天空之女》、《魔法豬》等。